# John Kosmalla
Joachaz „John“ Kosmalla (* 21. März 1965) ist ein Architekt und Fernsehmoderator.

## Leben und Karriere
1984 schloss Kosmalla eine Ausbildung zum Möbeltischler ab. 1990, nach sechsjähriger Berufsausübung, holte er im zweiten Bildungsweg sein Fachabitur nach und begann ein Studium der Architektur in Frankfurt am Main, das er im Jahre 1996 erfolgreich abschloss. Von 1999 bis einschließlich 2003 war er mit der Entwicklung von Baukomponenten und Anwendungstechnik beschäftigt; vorwiegend übernahm er dabei leitende Funktionen. In verschiedenen Unternehmen sammelte er Erfahrungen in den Bereichen Projektplanung, Projektentwicklung und dem Neubau.
Ab 2005 war er an der Seite von Eva Brenner einer der gestalterischen Berater der RTL-II-Sendung Zuhause im Glück – Unser Einzug in ein neues Leben und seit 2011 half er gemeinsam mit Manuela Reibold-Rolinger Menschen in der Sendung Die Bauretter. Beide Sendungen wurden 2019 eingestellt. Außerdem ist er seit 2010 Experte und Kommentator des Formats Die Schnäppchenhäuser – Der Traum vom Eigenheim.

## Filmografie
- 2005–2019: Zuhause im Glück – Unser Einzug in ein neues Leben
- 2011–2019: Die Bauretter
- 2020–2021: Clever Wohnen – Mehr Platz für uns!
- seit 2010: Die Schnäppchenhäuser – Der Traum vom Eigenheim